# Ступінь зростання групи
Ступінь зростання групи — в теорії груп характеристика, що показує швидкість приросту скінченнопороджених груп у вигляді класу функцій, що ставлять у відповідність кількості породжуючих елементів порядок групи. Увів радянський математик Шварц (1955) у рамках дослідження питання про зростання універсальних накривних ріманових просторів і, незалежно від нього, американський математик Мілнор (1968) у зв'язку з проблемами фундаментальних груп компактних ріманових многовидів із обмеженнями на кривину.

## Визначення
Функція зростання скінченнопородженої елементами {\displaystyle A=\{a_{1},\dots ,a_{m}\}} групи {\displaystyle G} — функція {\displaystyle \gamma \colon \mathbb {N} \to \mathbb {N} }, яка зіставляє кожному натуральному числу {\displaystyle n} кількість різних елементів групи, подаваних у вигляді добутку не більше {\displaystyle n} співмножників вигляду {\displaystyle a_{i}^{\pm 1}}. На множині функцій зростання групи вводиться відношення передпорядку: {\displaystyle \gamma _{1}\preccurlyeq \gamma _{2}} тоді й лише тоді, коли {\displaystyle \exists (C\in \mathbb {N} )\forall (n\in \mathbb {N} )\gamma _{1}(n)\leqslant \gamma _{2}(Cn)} і відношення еквівалентності: {\displaystyle \gamma _{1}\sim \gamma _{2}\Leftrightarrow \gamma _{1}\preccurlyeq \gamma _{2}\land \gamma _{2}\preccurlyeq \gamma _{1}}. Клас еквівалентності функцій зростання {\displaystyle [\gamma ]} не залежить від вибору твірних, його й називають ступенем зростання групи.

## Властивості
Найменший ступінь зростання в одиничної групи, ступінь зростання вільної групи з двома твірними (і, більш того, будь-якої групи, що містить вільну підгрупу з двома твірними) {\displaystyle [2^{n}]}.
Якщо елементарна група майже нільпотентна (тобто, в ній знайдеться нільпотентна підгрупа скінченного індексу), то її ступінь зростання виражається степеневими функціями, в іншому випадку — показниковими. Теорема Громова про групи поліноміального зростання стверджує, що всі групи, ступінь зростання яких виражається степеневою функцією, майже нільпотентні. Побудовано групи, функції зростання яких не еквівалентні ні степеневим, ні показниковим функціям, історично перший такий приклад — група Григорчука (1984). Усі скінченнопороджені групи субекспоненційного зростання аменабельні .